# Gustaf Månsson
Anders Gustaf Månsson (i riksdagen kallad Månsson i Fusagården), född 11 juli 1865 i Norra Härene församling, död 25 juni 1925 i Skara stadsförsamling, var en svensk lantbrukare och politiker. Han var ledamot av riksdagens andra kammare 1906–191 och tillhörde först Nationella framstegspartiet och sedan Lantmannapartiet efter återföreningen. I riksdagen skrev han fyra egna motioner om sockerbeskattning, brännvinsförsäljning, stämpling av importerade ägg och lättnader för värnpliktiga som tillägnat sig skjutskicklighet i den frivilliga skytterörelsen.